# Валентин фон дер Остен
Валентин фон дер Остен (на немски: Valentin von der Osten; * 1623; † 1680) е благородник от стария род фон дер Остен от Херцогство Померания.
Той е син на Диниз фон дер Остен (1571 – 1624) и съпругата му Доротея фон Борке, дъщеря на Юрген ’Млади’ фон Борке († пр. 1600) и Вигилантия фон Подевилс-Кранген. Внук е на Фридрих фон дер Остен (1529 – 1609), херцогски съветник в Херцогство Померания, и Катарина фон Флеминг. Брат е на Георг фон дер Остен (* 1620), женен за Бенигна фон Ведел.

## Фамилия
Валентин фон дер Остен се жени за Елза София фон Ведел. Те имат децата:
- Йобст Фридрих фон дер Остен (* ок. 1660; † 1703, Бон), кралски пруски капитан, господар в Гайглитц, женен И. пр. 1700 г. за Магдалена Сибила фон Айкщет (* 3 февруари 1672, Дабер; † 1741), ИИ. за Анна фон Борке (имат син кралски гарде-капитан), ИИИ. за Илза София фон Подевилс
- Доротея фон дер Остен (* ок. 1660), омъжена за Хайнрих Барним фон Борке († пр. 1704)
- Конрад Адолф фон дер Остен († сл. 1679), курбранденбургски лейтенант, господар в Гайглитц; 1674/75 на холандска служба; бие се в Сицилия за Испания; на папска служба и до 1679 на флорентинска служба против Франция (Луи XIV), женен за Барбара Елизабет фон Брокхузен; имат две дъщери